# The Truth About Diamonds
The Truth About Diamonds es una novela de 2005 escrita por Nicole Richie.

## Historia
La novela cuenta la historia de Chloe Parker, una mujer de 20 años que fue adoptada a los siete años por un músico y su esposa, y que ahora se asocia con las celebridades de Hollywood. Lo que siguió fue una niñez salvaje con fiestas con estrellas de cine e ídolos del rock, encuentros con la prensa y la policía, y una temporada posterior a rehabilitación.
Cuando Chloe aparece en una fama instantánea como portavoz de una campaña publicitaria nacional, su padre biológico aparece de la nada, su mejor amiga la traiciona, y tiene una lucha en mantener todo en su lugar--su sobriedad, sus amistades, y su integridad--a pesar de las traiciones a su alrededor. En última instancia, Chloe logra un estrellato en su propio derecho y encuentra el amor verdadero.